# Сан-Філіпе
Сан-Філіпе (порт. São Filipe) — один з 22 муніципалітетів Кабо-Верде. Розташований на острові Фоґо.
Населення становить 21 194 осіб (2015). Площа муніципалітету — 228,8.

## Адміністративний поділ
До муніципалітету належать дві парафія (фрегезія): Сан-Лоренсо та Носса-Сеньйора-да-Консеісао.

## Населення
Згідно із переписом населення 2010 року населення муніципалітету становило 22 248 осіб. За оцінкою 2015 року — 21 194.